# Floreasca

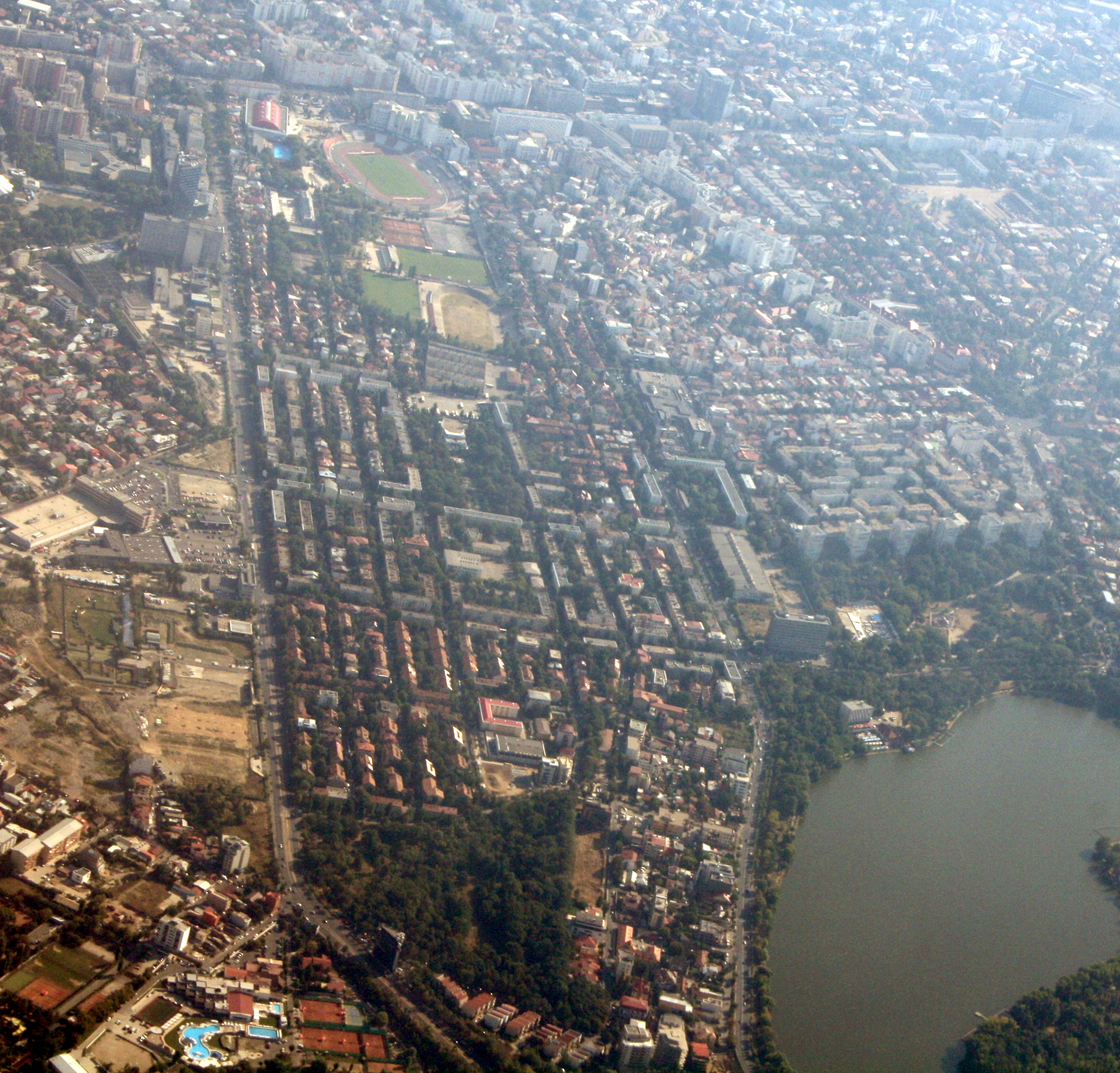
Cartierul Floreasca din aer

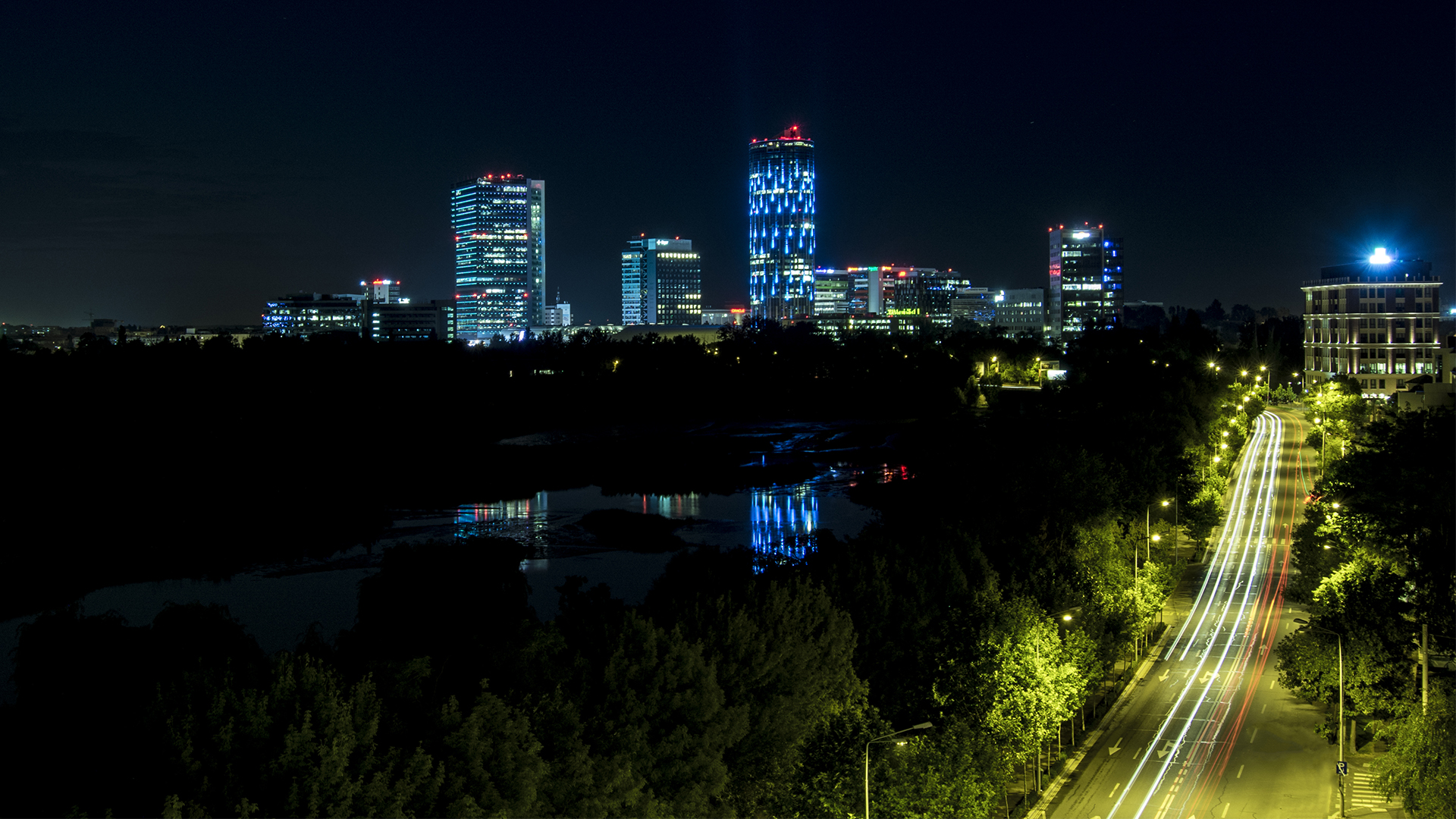
Calea Floreasca - noaptea

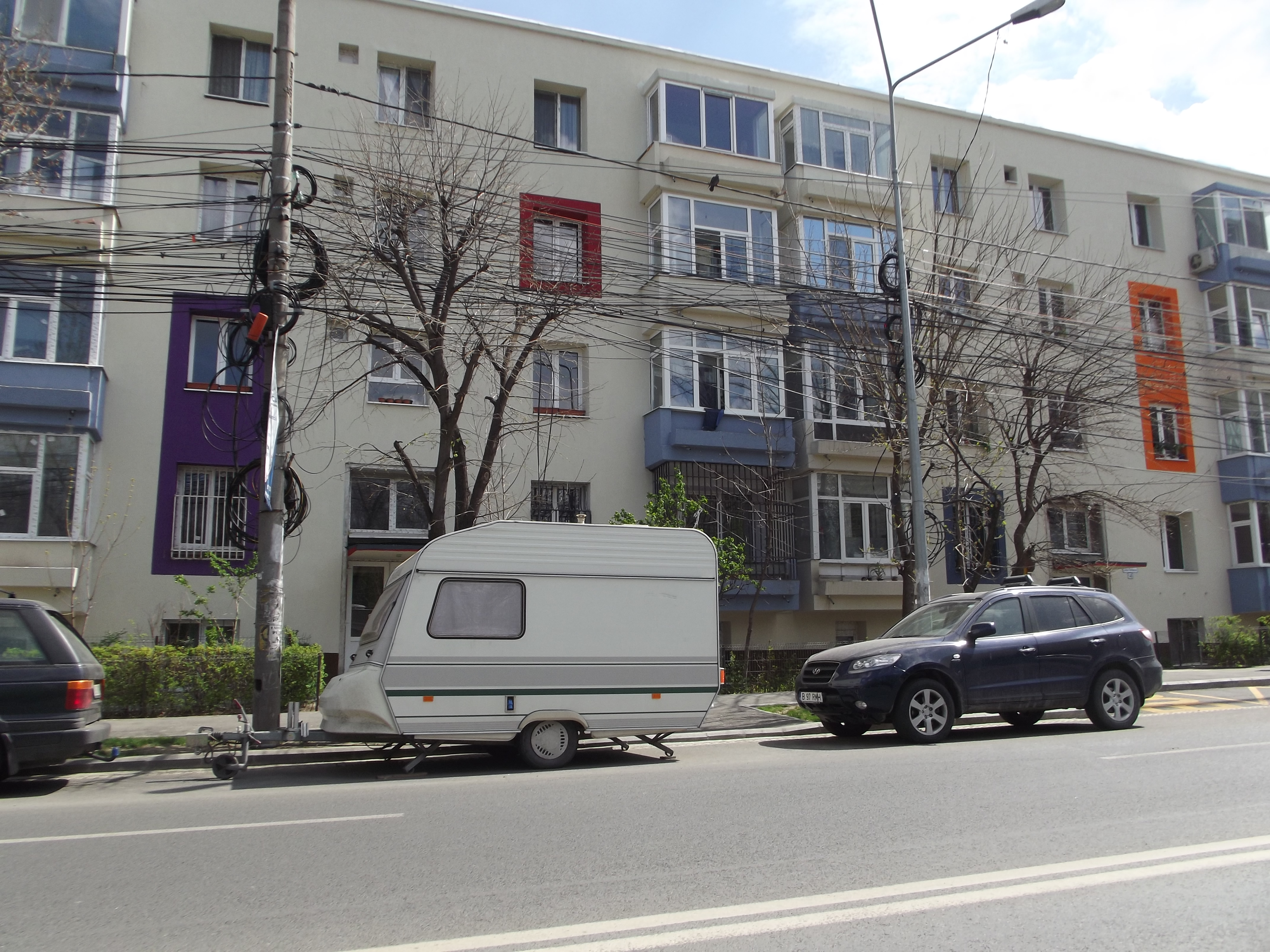
Bloc reabilitat cu 4 etaje în cartierul Floreasca

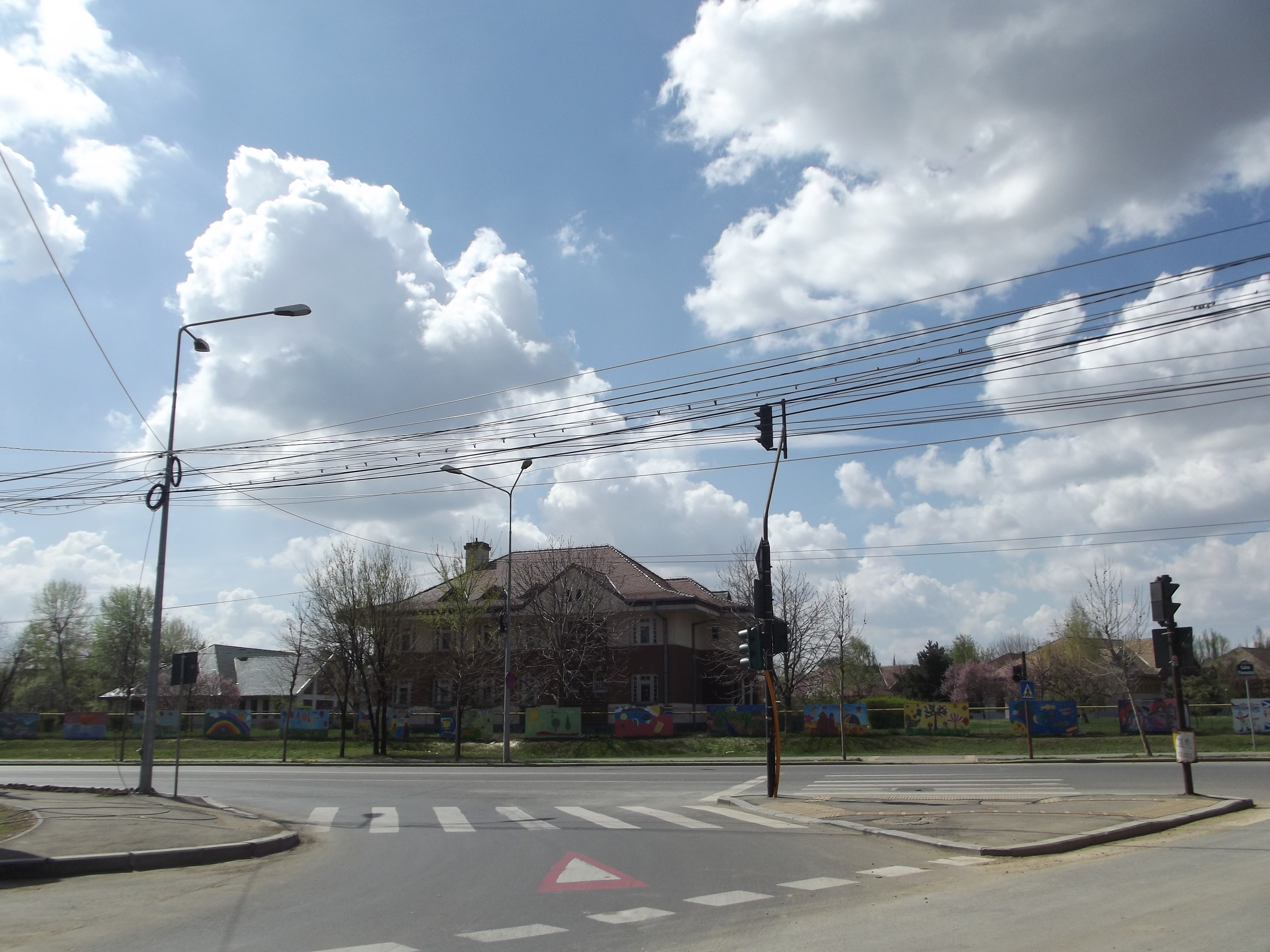
Case la intersecția Calea Floreasca cu strada Fabrica de Glucoză

Floreasca este un cartier situat în sectoarele 1 și  2 ale Bucureștiului.
Cartierul Floreasca este un cartier construit în parte pe fosta groapă de gunoi a Bucureștiului.
Istoria acestei zone se împarte în trei perioade. Perioada de dinainte de comunism insuficient cunoscută, perioada comunistă când au fost construite cele mai multe din clădiri și când au fost organizate străzile din prezent și perioada actuală când au apărut noi obiective în zonă.
Actualul cartier Floreasca era în sec. XVI-XVII o parte din moșia domnească din jurul orașului București. Ea se întindea, ca și astăzi, până-n vadul Colentinei, înspre nord, învecinându-se cu vechiul sat Cârstienești, demult dispărut. Pe această moșie trecea vechiul drum numit la sfârșitul secolului al XVII-lea “Drumul Plăcintei” și se îndrepta spre București.  Moșia, aparținând boierilor Florești, s-a numit Floreasca.
După 1910, arhitectul Ion D. Trajanescu a proiectat ansamblul de locuințe individuale construite în „parcelarea Floreasca” de Societatea Comunală de Locuințe Ieftine din București.
În 1935 în urma negocierilor dintre Compania Ford România și statul român, inclusiv regele României, în cartierul Floreasca s a construit prima mare linie de montaj din estul Europei a firmei Ford. Aici s-au produs mii de autovehicule, compania având pe linie două modele. Clădirea uzinei Ford România a devenit fabrica Automatica în timpul erei comuniste. După revoluție o perioadă încă a funcționat, astăzi ea fiind închisă. Fațada clădirii și o parte din clădire încă mai pot fi văzute pe Calea Floreasca, păstrând aspectul de la inaugurare, din 1935.
În 1957 regimul comunist a dat în folosință un cartier complet la standardele de atunci, care cuprindea cinematograf, școală, sală de sport, parcuri, spații comerciale. Pe terenul situat spre nord, s-a construit localul Liceului Rosetti și s-a amenajat un mare parc, iar pe terenul situat spre sud  s-au construit localul Școlii generale Emilia Irza, cinematograful Floreasca și s-a amenajat parcul din fața acestuia. În perioada comunistă a cartierului mai mulți activiști și membri importanți de partid au primit locuință aici inclusiv Ion Iliescu, cartierul devenind o zona specială unde nu se oprea alimentarea cu energie electrică pentru economisire, încălzirea fiind pe bază de gaz metan locuitorii erau privilegiați pentru că nu sufereau de frig. După schimbarea de regim din 1989 cartierul Floreasca a devenit ținta diverșilor investitori care obțineau dreptul de reîmproprietărire de la vechii locuitori. Aceștia au contribuit prin construcția de noi clădiri la imaginea de cartier scump al zonei. Predomină blocurile cu 4 etaje și este plin de parcuri și verdeață. Aici este sala Floreasca și în curând va fi disponibil și un nou centru comercial, Promenada Mall, amplasat pe locul fostului Institut de Cercetări Electronice (ICE) și a Institutului de Tehnică de Calcul (ITC), pe un teren ce a fost al Fabricii de Elemente pentru Automatizări (FEA).
În Floreasca se mai găsesc următoarele: Supermagazinele și sediile generale Kaufland și Billa, Liceul C, A. Rosetti, Școala generală Maria Roseti fosta nr. 10, grădiniță, sedii de firme precum și clubul de fotbal Athletico Floreasca.